# 1931年オーストラリア選手権 (テニス)
1931年 オーストラリア選手権（1931ねんオーストラリアせんしゅけん、1931 Australian Championships）に関する記事。オーストラリア・シドニー市内にある「ホワイトシティ・テニスクラブ」にて開催。

## 大会の流れ
- 本年度のシード選手については、男子シングルス・女子シングルスともに順位を定めていない。
- 初期の全豪選手権のように、外国人出場者が少なかった時期は、地元オーストラリア人選手の国旗表示を省略する。

## 大会経過

### 男子シングルス
準々決勝
- ジャック・クロフォード vs. クリフ・スプラウル　6-0, 3-6, 6-0, 6-3
- ドン・ターンブル vs. エドガー・ムーン　9-7, 2-6, 6-3, 4-6, 6-2
- ジャック・カミングス vs. ハリー・ハセット　6-2, 6-2, 6-4
- ハリー・ホップマン vs. オーブリー・ウィラード　5-7, 6-3, 6-4, 6-4

準決勝
- ジャック・クロフォード vs. ドン・ターンブル　6-2, 6-2, 12-10
- ハリー・ホップマン vs. ジャック・カミングス　8-6, 6-2, 6-4

### 女子シングルス
準々決勝
- コラル・バッツワース vs. フランセス・ホドル＝リグレー　6-1, 6-2
- シルビア・ランス・ハーパー vs. パトリシア・ミーニー　6-1, 6-2
- キャスリーン・ル・メスリエ vs. ルイーズ・ビカートン　6-1, 6-3
- マージョリー・コックス・クロフォード vs. ジョーン・ハーティガン　6-4, 4-6, 6-4

準決勝
- コラル・バッツワース vs. シルビア・ランス・ハーパー　0-6, 6-4 （途中棄権）
- マージョリー・コックス・クロフォード vs. キャスリーン・ル・メスリエ　3-6, 6-2, 7-5

## 決勝戦の結果
- 男子シングルス：ジャック・クロフォード vs. ハリー・ホップマン　6-4, 6-2, 2-6, 6-1
- 女子シングルス：コラル・バッツワース vs. マージョリー・コックス・クロフォード　1-6, 6-3, 6-4
- 男子ダブルス：チャールズ・ドノホー＆レイ・ダンロップ vs. ジャック・クロフォード＆ハリー・ホップマン　8-6, 6-2, 5-7, 7-9, 6-4
- 女子ダブルス：ダフネ・アクハースト＆ルイーズ・ビカートン vs. ネル・ロイド＆ロルナ・ウッツ　6-2, 6-4
- 混合ダブルス：ジャック・クロフォード＆マージョリー・コックス・クロフォード vs. オーブリー・ウィラード＆エミリー・フッド・ウェスタコット　7-5, 6-4